# George Kerevan

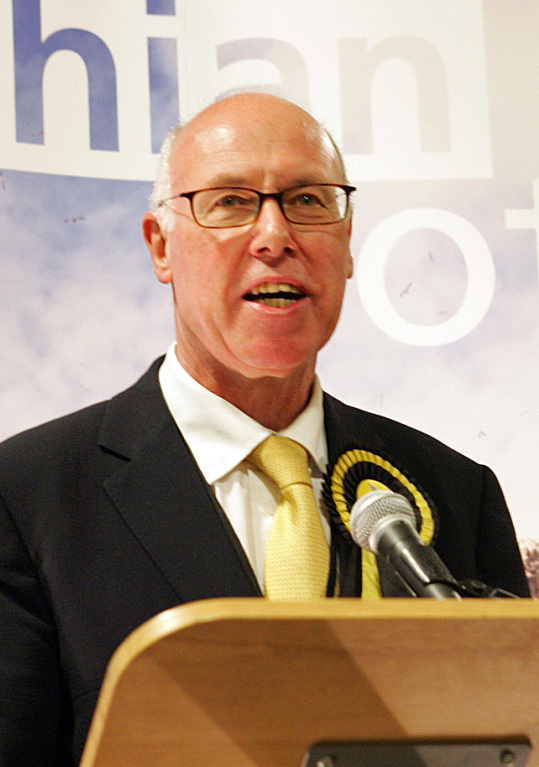
George Kerevan

George Kerevan (* 28. September 1949 in Glasgow) ist ein schottischer Politiker der Alba Party, Wirtschaftswissenschaftler und Journalist.

## Leben
Kerevan wurde 1949 in Glasgow geboren. Er studierte an der Universität Glasgow und war später als Dozent für Wirtschaftswissenschaften an der Edinburgh Napier University tätig. Des Weiteren war Kerevan im Medienbereich aktiv. So arbeitete er als Journalist und Dokumentarfilmer für PBS, den History Channel sowie den Discovery Channel. Außerdem war er neun Jahre lang Mitherausgeber der Zeitschrift The Scotsman. Kerevan ist Initiator beziehungsweise Mitorganisator verschiedener kultureller Veranstaltung, darunter das Edinburgh International Festival und das Edinburgh Science Festival.

## Politischer Werdegang
Zwölf Jahre lang war Kerevan Mitglied des Edinburgher Stadtrats. Bei den britischen Unterhauswahlen 2015 kandidierte er für die SNP im Wahlkreis East Lothian. Er trat dabei unter anderem gegen die Labour-Abgeordnete Fiona O’Donnell an, welche den Wahlkreis seit 2010 im britischen Unterhaus vertrat. Nach massiven Stimmgewinnen der SNP bei diesen Wahlen, erreichte Kerevan mit 42,5 % den höchsten Stimmenanteil und zog in der Folge erstmals in das House of Commons ein. Dort war er Mitglied des Schatzausschusses. Mit Stimmverlusten verlor Kerevan bei den vorgezogenen Unterhauswahlen 2017 sein Mandat. Dieses ging an den Labour-Kandidaten Martin Whitfield.